# بهرام غنبد (سيلتان)
بهرام غنبد (بالفارسية: بهرام گنبد) هي قرية تقع في إيران في قسم سيلتان الريفي. يقدر عدد سكانها بـ 70 نسمة بحسب إحصاء 2016.